# Radda in Chianti
Radda in Chianti es un municipio italiano situado en la provincia de Siena, en Toscana. Tiene una población estimada, a fines de febrero de 2024, de 1438 habitantes.

## Evolución demográfica
| Gráfica de evolución demográfica de Radda in Chianti entre 1861 y 2024 |
|                                                                        |
| Fuente: ISTAT - Elaboración gráfica de Wikipedia                       |